# Napolitain
 (juillet 2025).
Si vous disposez d'ouvrages ou d'articles de référence ou si vous connaissez des sites web de qualité traitant du thème abordé ici, merci de compléter l'article en donnant les références utiles à sa vérifiabilité et en les liant à la section « Notes et références ».
Pour les articles homonymes, voir Napolitain (homonymie).
Le napolitain est une langue romane, parlée par environ sept millions de personnes et qui fait partie d'un ensemble plus vaste de parlers dits méridionaux, parlés dans les régions proches de la Campanie (Molise, nord de la Calabre, nord des Pouilles, Sud du Latium, Basilicate).

## Présentation
C'est une langue romane qui reste très vivante dans les rues de Naples, même si la langue officielle enseignée dans les écoles reste l'italien. Cette langue a emprunté, à la suite des dominations étrangères successives, une série de mots français (par exemple le mot : « boîte ») ou espagnols et l'intercompréhension est parfois rendue malaisée en raison de ses particularités lexicales et syntaxiques[C'est-à-dire ?]. La région de Campanie a reconnu la langue napolitaine comme bien culturel le 14 octobre 2008.

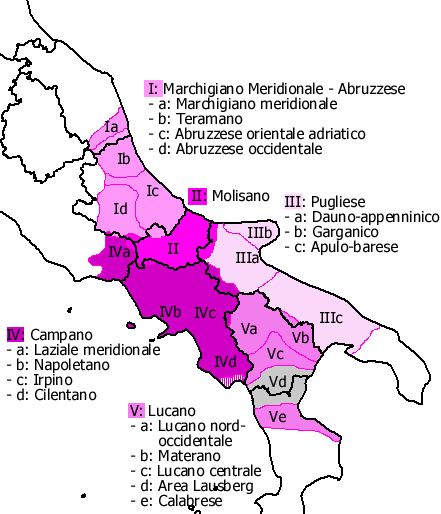
Carte du groupe italo-roman méridional. Le napolitain est indiqué comme « IVb ».
- Un locuteur du napolitain enregistré dans les Quartiers espagnols de Naples.

On parle couramment le napolitain en Campanie et dans le sud du Latium, les Abruzzes, la Basilicate, la Calabre, le Molise et les Pouilles, soit dans tous les territoires qui constituaient le royaume des Deux-Siciles en deçà du phare de Messine (Sicile) où la langue nationale fut le napolitain pendant une brève période du XVIe siècle (1442-1501), catalana e latina, tandis qu'au-delà du phare de Messine dans tout le reste de la Sicile la langue officielle était le sicilien. Le "vulgaire-puillaise", autre nom dont étaient connus historiquement le napolitain et les autres dialectes "àusoni", remplaça le latin dans les documents officiels et dans les assemblées de la cour à Naples, depuis l'unification des Deux Siciles, par décret d'Alphonse Ier, en 1442.
Au XVIe siècle, le roi Ferdinand le catholique imposa le castillan comme nouvelle langue officielle et le napolitain survivait seulement pendant les audiences du roi et dans les bureaux de la diplomatie et des fonctionnaires publics. Le cardinal Girolamo Seripando, en 1554, décida que dans ces secteurs le napolitain soit remplacé par le vulgaire toscan.
Pendant des siècles, la littérature en vulgaire napolitain a servi de liaison entre le monde classique et le monde moderne, entre les cultures orientales et celles de l'Europe du nord, de l'«amor cortese», qui, avec l'école sicilienne, diffusa le platonisme dans la poésie de l'occident au tragi-comique (Vaiasseide, Policinelle) jusqu'à la tradition populaire ; en langue napolitaine fut publié le Pentamerone, premier recueil littéraire européen entièrement composé de contes qui influença Charles Perrault et les frères Grimm.
De nos jours[Quand ?] le vulgaire méridional (napolitain) survit dans la chanson napolitaine, connue dans le monde entier. 
Auparavant peu connue en dehors de l'Italie, la langue napolitaine a connu une grande notoriété avec le succès international de la série Gomorra, qui a permis à un grand nombre de personnes de découvrir cette langue régionale à travers le monde.

## Origines et histoire
Le napolitain est une langue dérivant du latin. Avant celle-ci et la conquête romaine, l'on parlait à Naples et dans le centre-sud de l'Italie, l'osque, dont on a retrouvé des traces à Pompéi notamment. C'était une langue italique dérivant également du latin ainsi que du grec, et qui était parlée jusqu'au IIe – IIIe siècle.

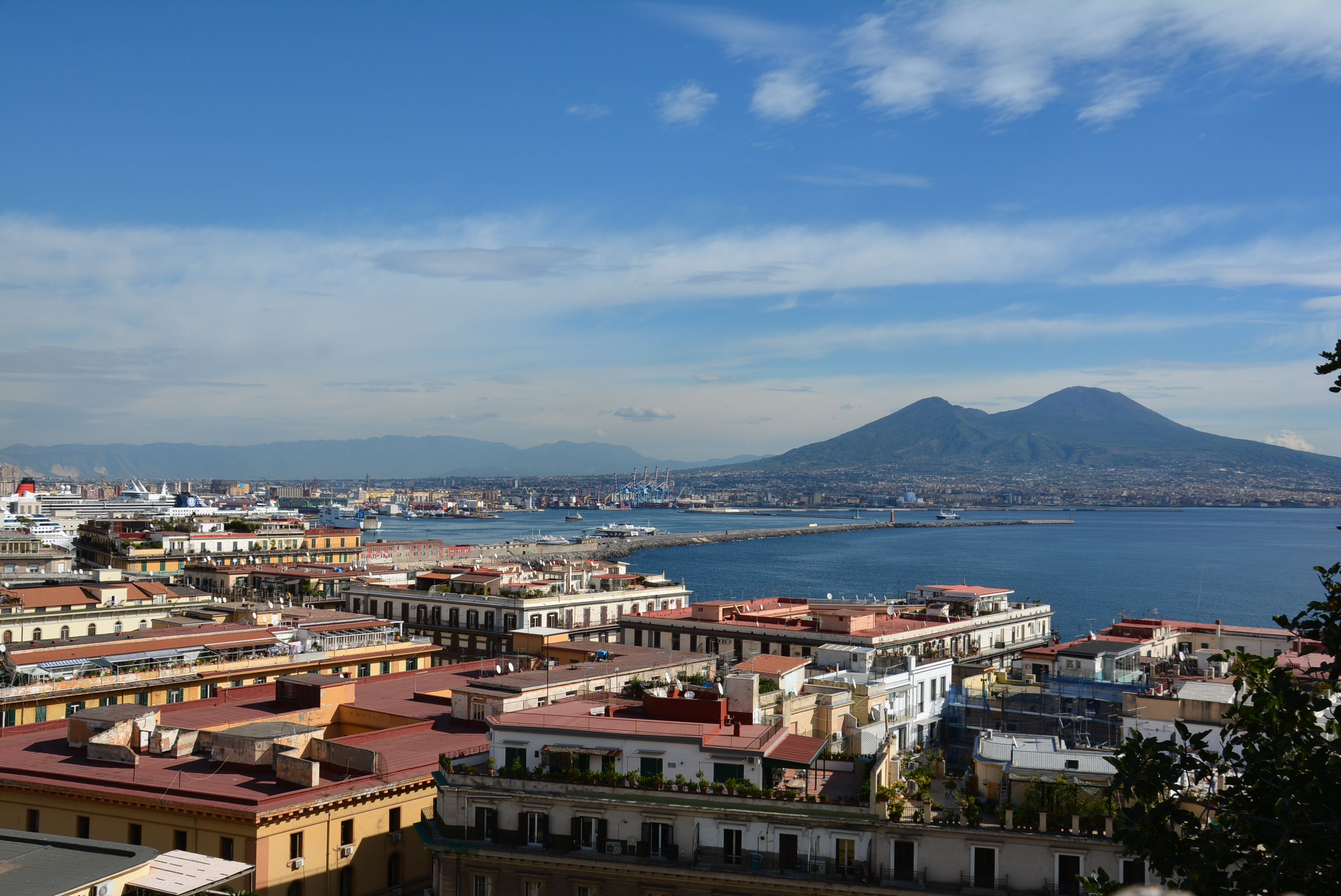
La ville de Naples au pied du Vésuve, berceau du napolitain.

Le napolitain a subi dans son histoire, comme tant d'autres langues, l'influence et le prêt des idiomes des différents peuples qui ont habité ou dominé la Campanie et l'Italie du centre-sud. Les colonies grecques, les marchands byzantins à l'époque du Duché de Naples jusqu'au IXe siècle, et plus récemment les Arabes, les Normands, les Français, les Espagnols et aussi les Américains durant la Seconde Guerre mondiale et l'occupation de Naples, ont contribué à cette langue pour quelques mots.
Si Naples fut sous contrôle direct espagnol pendant plus de deux siècles (1503-1707), il est erroné d'attribuer à cette domination espagnole l'entièreté des ressemblances entre les deux langues. S'agissant pour l'une comme pour l'autre de langues romanes, la plupart des éléments communs remontent en effet au latin vulgaire. Par exemple, l'utilisation de tengo que l'on retrouve en espagnol et en napolitain pour conjuguer le verbe avoir à la 1re personne du singulier du présent de l'indicatif (en italien, ho est utilisé pour le verbe avoir tandis que tengo est utilisé pour le verbe « tenir »).
Sous les Aragonais, le napolitain fut proposé comme langue de l'administration, sans jamais imposer l'aragonais ou le catalan, mais la tentative avorta avec la chute de Frédéric et le début du vice-règne. Dans la première moitié du XIXe siècle, le royaume des Deux-Siciles utilisait de fait l'italien comme langue administrative et littéraire et donc le napolitain n'avait plus de statut de langue officielle. Ceci s'est aussi vérifié dans d'autres États comme dans le royaume de Sardaigne qui n'adopta jamais officiellement ni le piémontais ni l'italien, la langue française étant la plus parlée pour ses usages administratifs.

## Comparaison avec les autres langues romanes
| API                                   | Napolitain                         | Français                                                  | Espagnol                                             | Italien                                    | Latin                                        |
| ------------------------------------- | ---------------------------------- | --------------------------------------------------------- | ---------------------------------------------------- | ------------------------------------------ | -------------------------------------------- |
| ˈpɑːtə ˈnwostə ka ˈstɑːjə nˈdʒjeːlə   | Pate nuoste ca staje 'ncielo       | Notre Père, qui es aux cieux,                             | Padre nuestro que estás en el cielo                  | Padre Nostro, che sei nei cieli            | Pater noster, qui es in caelis               |
| sandifiˈkamm(ə) o ˈnommə ˈtwoːjə      | santificammo 'o nomme tujo,        | que ton nom soit sanctifié,                               | santificado sea tu nombre,                           | sia santificato il tuo nome.               | sanctificetur nomen tuum:                    |
| ˈfɑːjə vəˈni o ˈrɛɲɲə ˈtwoːjə         | faje vení 'o regno tuojo           | que ton règne vienne,                                     | venga a nosotros tu reino                            | Venga il tuo regno                         | Adveniat regnum tuum.                        |
| ˈsɛmbə ˈkɑː vulunˈda (t)ˈtɔːjə        | sempe ch' 'a vuluntà toja,         | que ta volonté soit faite                                 | Hágase tu voluntad                                   | sia fatta la tua volontà,                  | Fiat voluntas tua                            |
| akkusˈsi nˈdʒjeːlə akkusˈsi nˈdɛrrə   | accussí 'ncielo e 'nterra.         | sur la terre comme au ciel.                               | así en la tierra como en el cielo.                   | come in cielo, così in terra.              | sicut in caelo et in terra.                  |
| ˈfandʒ aˈve o pˈpɑːnə ˈtutt e ˈjwornə | Fance avé 'o ppane tutte 'e juorne | Donne-nous aujourd’hui notre pain quotidien.              | Danos hoy nuestro pan de cada día                    | Dacci oggi il nostro pane quotidiano       | Panem nostrum quotidianum da nobis hodie     |
| ˈljeːvəʃ(ə) e ˈrjebbətə               | liévece 'e diébbete                | Pardonne-nous nos offenses,                               | y perdona nuestras deudas                            | e rimetti a noi i nostri debiti,           | Et dimitte nobis debita nostra,              |
| ˈkommə ˈnuːjə e lləˈvammə a lˈlɑːtə   | comme nuje 'e lluamme all'ate,     | comme nous pardonnons aussi à ceux qui nous ont offensés. | como también nosotros perdonamos a nuestros deudores | come noi li rimettiamo ai nostri debitori. | sicut et nos dimittimus debitoribus nostris. |
| nun dʒə ˈfa ʃpandəˈka                 | nun nce fa cadé 'ntentazzione,     | Et ne nous laisse pas entrer en tentation                 | no nos dejes caer en la tentación                    | E non ci indurre in tentazione,            | Et ne nos inducas in temptationem;           |
| e lˈljeːvəʃ(ə) o mˈmɑːl(ə) a ˈtwornə  | e lliberace dô male.               | mais délivre-nous du Mal.                                 | y libranos del mal.                                  | ma liberaci dal male.                      | sed libera nos a malo.                       |
| amˈmɛnn(ə)                            | Ammen.                             | Amen.                                                     | Amén.                                                | Amen.                                      | Amen.                                        |

## Alphabet et prononciation

### Voyelles
| Lettre | API         | Commentaires |
| ------ | ----------- | ------------ |
| a      | /a/~[ɑ] /ə/ |              |
| e      | /ɛ/ /e/ /ə/ |              |
| i      | /i/ /j/     |              |
| o      | /ɔ/ /o/ /ə/ |              |
| u      | /u/ /w/     |              |

### Consonnes
| Lettre | API                     | Commentaires |
| ------ | ----------------------- | --- |
| b      | /b/                     | |
| c      | /t͡ʃ/ ~ /ʃ/ /d͡ʒ/ /k/ /ɡ/ | |
| d      | /d/                     | |
| f      | /f/                     | |
| g      | /d͡ʒ/ /ɡ/                | |
| h      |                         | La lettre h est toujours muette, elle sert à différencier à l'écrit des homophones (par exemple « a » et « ha » ; « anno » et « hanno ») et permet en combinaison soit avec g soit avec c à conserver un son dur devant les voyelles e et i. |
| j      | /j/                     | |
| l      | /l/                     | |
| m      | /m/                     | |
| n      | /n/                     | |
| p      | /p/ /b/                 | Elle se prononce [b] après la lettre m. |
| q      | /kʷ/                    | La lettre q est toujours accompagnée par u. |
| r      | /r/ ~ /ɾ/               | |
| s      | /s/ /d͡z/ /z/ /ʃ/ /ʒ/    | |
| t      | /t/ /d/                 | |
| v      | /v/                     | |
| x      | /k(ə)s/                 | La lettre x ne se rencontre que dans des mots étrangers. |
| z      | /d͡z/ /t͡s/               | |

### Digrammes et trigrammes
| Lettre | API       | Commentaires |
| ------ | --------- | ------------ |
| gn     | /ɲ/       |              |
| gl(i)  | /ʎ/ ~ /ʝ/ |              |
| sc     | /ʃ/       |              |